# Harzrandmulde

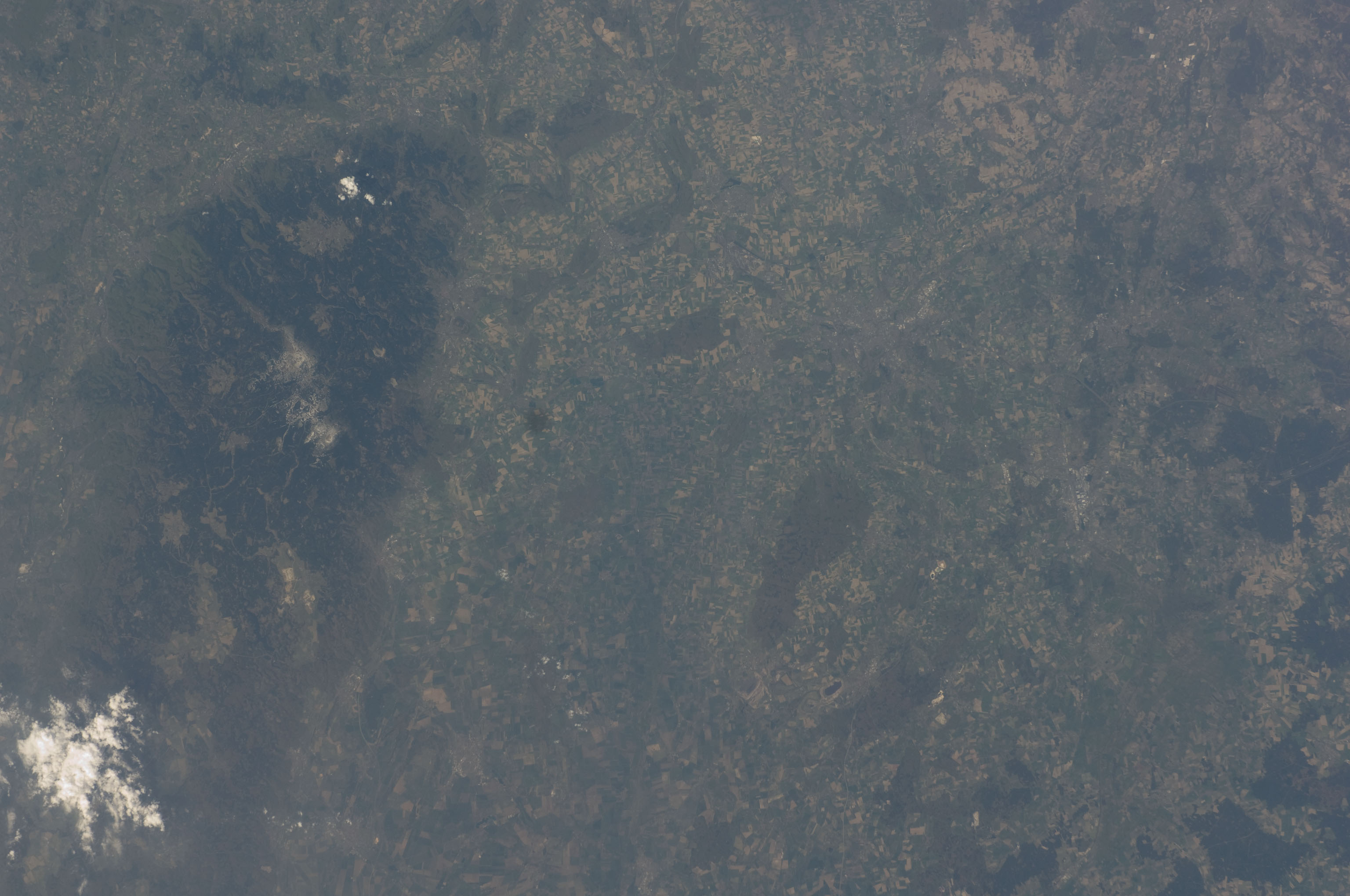
Das nördliche Harzvorland, aufgenommen im Rahmen der ISS‑Expedition 19 am 15. April 2009

Als Harzrandmulde wird die unmittelbar an den Harz angrenzende naturräumliche Haupteinheit im Nördlichen Harzvorland mit über 1400 km² Fläche bezeichnet. Es ist eine lössbedeckte und von inselartigen Höhenzügen geprägte Landschaft. Sie liegt zwischen den fruchtbaren Bördelandschaften der Braunschweig-Hildesheimer Lößbörde im östlichen Niedersachsen und dem Mitteldeutschen Schwarzerdegebiet in Sachsen-Anhalt. Im Norden wird sie von der Haupteinheit Großes Bruch begrenzt, in dem auch die frühere innerdeutsche Grenze verlief. Ein weiterer Abschnitt dieser Grenze verläuft etwa entlang der Oker. Der größte Flächenanteil der Harzrandmulde liegt in Sachsen-Anhalt, in dem auch das östlich benachbarte Nordöstliche Harzvorland liegt.
Das Ministerium für Raumordnung, Landwirtschaft und Umwelt von Sachsen-Anhalt hat im Jahr 2001 eine neue Landschafts-Gliederung des Landes vorgenommen und nennt den zu Sachsen-Anhalt gehörenden Teil der Harzrandmulde Nördliches Harzvorland (Kennr. 4.3). Auch Niedersachsens Verwaltung benennt den auf seinem Territorium verbleibenden Anteil so und ordnet ihm weitere Gebiete zu.

## Beschreibung

### Lage und Größe
Die westliche Grenze der Harzrandmulde verläuft von Salzgitter-Bad im Norden bis Goslar am Harz den Salzgitter-Höhenzug entlang. Die Nordgrenze wird ab dem Oderwald bis Oschersleben durch das Große Bruch gebildet, nach Osten grenzen die Talauen von Bode und Selke den Naturraum bis in das Gebiet von Aschersleben ab. Die Ausdehnung zwischen Salzgitter-Bad im Nordwesten und Aschersleben im Südosten beträgt etwa 80 Kilometer, die zwischen Oschersleben im Nordosten und Wernigerode am Harz etwa 25 Kilometer.
Das Bundesamt für Naturschutz hat, sich an Blatt 100 Halberstadt im Handbuch der naturräumlichen Gliederung Deutschlands orientierend, den Naturraum in vier Bereiche unterteilt und gibt die Flächen wie folgt an: die Harzrandmulde (51000) ohne die Talauen und waldbedeckten Höhenzüge mit 994 km², das Bode-Holtemmetal (51001) mit 124 km², das Okertal (51002) mit 30 km² und die Harlyberg-Fallstein-Huyberg-Hakel-Blankenburger Erhebungen (51003) mit 304 km², also insgesamt 1452 km². Da der Hakel nicht in diesem Naturraum liegt, sondern im Nordöstlichen Harzvorland, müsste dessen Fläche abgezogen werden. Insgesamt verbleiben um die 1400 km².

### Geologie
Am Harzrand ist der mit kalksteinigem Verwitterungsmaterial und Löss bedeckte Sudmerberg bei Goslar mit 355 m ü. NHN die höchste Erhebung in diesem Naturraum, der nach Norden zum Nachbar-Naturraum Großes Bruch (Haupteinheit 511) bis auf etwa 87 m abfällt. Von West nach Ost nimmt der Anteil fruchtbarer Lössanteile im Boden zu, gleichzeitig nimmt die jährliche Niederschlagsmenge ab. In den aufragenden Höhenzügen beider Teilgebiete stehen vorwiegend Kreide, Buntsandstein, Muschelkalk, Keuper und Jura-Böden an.

## Naturräumliche Gliederung
Die Harzrandmulde wurde im Handbuch der naturräumlichen Gliederung Deutschlands in der Kartierung von Spönemann 1970 ausführlich Im Einzelblatt 100 Halberstadt beschrieben und gegliedert. Der nordwestliche Bereich liegt jedoch auf dem bereits 1960 veröffentlichten Blatt 87 Braunschweig von Theodor Müller, der einige Unter-Einheiten anders benannt hat.

### Teilung bei Spönemann
Der Geograph Jürgen Spönemann verwendet nicht den überregional festgelegten Begriff Harzrandmulde, sondern unterteilt das Gebiet in das Harzburger Harzvorland und das Blankenburger Harzvorland. Die Grenze verläuft von Wernigerode aus nach Norden bis Langeln und von dort südlich des Huy nach Osten bis zur Bodeniederung. Er bereitete damit die noch heute in den beiden beteiligten Bundesländern übliche Beschränkung des Begriffs (Nördliches) Harzvorland auf den direkt am Harz gelegenen Bereich vor, an den das Nordöstliche Harzvorland anschließt. Er begründet die Teilung mit den unterschiedlichen klimatischen Bedingungen, insbesondere mit der höheren Niederschlagsmenge im Umfeld des Oberharz.

### Unter-Einheiten
Nachfolgend sind alle Unter-Einheiten der Haupteinheit Harzrandmulde gemäß Blatt 100 angegeben, in Klammern wird der teilweise abweichende Name gemäß den Ausführungen von Theodor Müller zum Blatt 87 Braunschweig vermerkt. Zusätzlich sind für einige Gebiete die Höhenlagen über NHN aufgeführt:
- (zu 51 Nördliches Harzvorland)
  - 510 Harzrandmulde (nicht bei Spönemann verwendet)
    - 5101 Harzburger Harzvorland
      - 5101.0 (nicht benannt, bei Müller „Harli“)
        - 5101.01 Wedde–Warne-Platte (bei Müller „Wedde-Warne-Mulde“)
        - 5101.02 Harliberg, 256 m ü. NHN

      - 5101.1 Vienenburger Vorland (bei Müller „Riedelland zwischen Innerste und Ilse“)
        - 5101.10 Okertal (bei Müller „Schladener Steinfeld“)
        - 5101.11 Vienenburger Ebene (bei Müller „Gödeckenroder Riedel“)
        - 5101.12 Immenroder Schotterfluren
        - 5101.13 Drübecker Vorland

      - 5101.2 Fallstein
        - 5101.21 Kleiner Fallstein, 175 m ü. NHN
        - 5101.22 Großer Fallstein, 288 m ü. NHN
        - 5101.23 Hessener Auetal, 131 m ü. NHN

      - 5101.3 Dardesheimer Hügelland, 272 m ü. NHN
      - 5101.4 Vorberge des nördlichen Oberharzes
        - 5101.40 Harzburg–Goslarer Vorberge, 355 m ü. NHN
        - 5101.41 Ilsenburger Vorberge, 304 m ü. NHN

      - 5101.5 Huy
        - 5101.50 Schlanstedter Hügelland
        - 5101.51 Huyberg, 315 m ü. NHN

    - 5102 Blankenburger Harzvorland
      - 5102.0 Halberstädter Ebene, 139 m ü. NHN
        - 5102.01 Hohe Mark
        - 5102.02 Wegelebener Platten
        - 5102.03 Langensteiner Ebenheit
        - 5102.04 Benzingeroder Vorland

      - 5102.1 Halberstadt–Quedlinburger Hügelland
        - 5102.10 Harslebener Berge, 212 m ü. NHN
        - 5102.11 Münchehofer Becken
        - 5102.12 Westerhäuser Berge, 207 m ü. NHN
        - 5102.13 Westerhäuser Becken
        - 5102.14 Seweckenberge, 215 m ü. NHN
        - 5102.13 Blankenburger Kuppen- und Hügelland

      - 5102.2 Helsunger Bruch
      - 5102.3 Talauen der Bode, Holtemme und Selke
      - 5102.4 Badeborner Platte
      - 5102.5 Ballenstedter und Blankenburger Vorberge
        - 5102.50 Blankenburger Vorberge, 294 m ü. NHN
        - 5102.51 Ballenstedter Vorberge, 285 m ü. NHN